# Tính cách văn học
Tính cách văn học (tiếng Anh: literature character) là sự khái quát về bản chất xã hội, lịch sử, tâm lý của con người dưới hình thức những con người cá thể.
Cơ sở tâm lý học của tính cách văn học là tổng hòa các đặc điểm cá nhân vững bền của một nhân cách, hình thành và thể hiện trong hoạt động và giao tiếp, quy định các phương thức hành vi điển hình đối với cá nhân đó.
Do vậy tính cách văn học thường biểu hiện ở phương thức hành vi ổn định, lặp đi lặp lại trong các tình huống khác nhau của nhân vật. Ta nói Bá Kiến có tính cách xảo quyệt, gian hùng; còn chị Dậu có tính cách dịu dàng, trung thực và ngay thẳng. Nhưng tính cách văn học là một hiện tượng khái quát nghệ thuật, thể hiện cách hiểu biết, đánh giá và lý tưởng của tác giả. Chẳng hạn Kiều tài tình xuất chúng, lại trung, hiếu, tiết, nghĩa,... còn Từ Hải thì anh hùng, hiên ngang, yêu tự do, công lý,...
Tính cách văn học mang tính ước lệ. Tính cách có thể được miêu tả một cách phiến diện, đơn điệu hoặc nhiều mặt, phong phú. Nó có thể được lý tưởng hóa hoàn toàn hoặc khắc họa như những con người vốn có trong đời sống. Tính cách hài kịch khác hẳn với tính cách bị kịch. Tính cách văn học có thể chỉ là một kiểu bắt chước máy móc của anh con rể đối với bố vợ, hoặc keo kiệt tới mức thà chết chứ không chịu mất ba quan, hoặc ứng xử đầy mâu thuẫn như nhiều nhân vật hiện thực chủ nghĩa.
Tính cách văn học thể hiện qua cách hành động, giao tiếp, suy nghĩ của nhân vật. Do vậy, xây dựng cốt truyện, xung đột, miêu tả ngoại hình và nội tâm, khắc họa ngôn ngữ, lựa chọn chi tiết, tổ chức kết cấu là những phương tiện không thể thiếu để thể hiện tính cách văn học. Chỉ có một sức sáng tạo tài năng, vốn sống phong phú, phát hiện sâu sắc mới thực sự làm cho tính cách văn học có được sức sống trên trang sách.
Trong nghiên cứu văn học, thuật ngữ tính cách văn học có khi được dùng để chỉ một kiểu nhân vật, phân biệt với nhân vật loại hình, nhân vật mặt nạ,... còn thuật ngữ tính cách lại có thể dùng để chỉ đối tượng phản ánh của văn học.